# Сныткино (Курская область)
Сныткино — село в Хомутовском районе Курской области. Входит в состав Сковородневского сельсовета.

## География
Село находится на реке Свапа (правый приток Сейма), в 37,5 км от российско-украинской границы, в 87 км к западу от Курска, в 27,5 км к востоку от районного центра — посёлка городского типа Хомутовка, в 4,5 км от центра сельсовета — села Сковороднево.
Климат
Сныткино, как и весь район, расположено в поясе умеренно континентального климата с тёплым летом и относительно тёплой зимой (Dfb в классификации Кёппена).
Часовой пояс
Село Сныткино, как и вся Курская область, находится в часовой зоне МСК (московское время). Смещение применяемого времени относительно UTC составляет +3:00.

## История
В 1690 году (7199 от сотворения мира) в Сныткине была построена Казанская церковь. В 1735 году выстроено новое церковное здание. Современная каменная церковь возведена в 1806 году.

## Население
| 2002 | 2010 | 2015 |
| ---- | ---- | ---- |
| 93   | ↘35  | ↘34  |

## Инфраструктура
Личное подсобное хозяйство. В селе 48 домов.

## Транспорт
Сныткино находится в 23 км от автодороги федерального значения А142 (Тросна — Калиновка), в 23 км от автодороги регионального значения 38К-040 (Хомутовка — Рыльск — Глушково — Тёткино — граница с Украиной), в 6,5 км от автодороги 38К-003 (Дмитриев — Берёза — Меньшиково — Хомутовка), в 7 км от автодороги межмуниципального значения 38Н-024 (Богомолов — Капыстичи — граница Рыльского района), в 4 км от автодороги 38Н-023 (38Н-024 — Сковороднево), в 9 км от автодороги 38Н-708 (38К-40 — Поды — Петровское), в 19,5 км от ближайшего ж/д остановочного пункта 536 км (линия Навля — Льгов I).
В 180 км от аэропорта имени В. Г. Шухова (недалеко от Белгорода).

## Достопримечательности
- Церковь иконы Божией Матери Казанской (1806)[12]